# Pierre Marois
Pour les articles homonymes, voir Marois.
Pierre Marois, né le 7 mars 1940 à Montréal, est un homme politique, économiste et avocat québécois.

## Biographie
Natif de Montréal, il étudie le droit à l'Université de Montréal où il obtient sa licence. Il travaille ensuite pour le ministère de l'Éducation du Québec et poursuit ses études à l'Université Laval. Il est un ancien membre de l'ordre de Jacques-Cartier[réf. nécessaire].
Après avoir étudié l'économie au niveau du doctorat à Paris, il est engagé par la Confédération des syndicats nationaux (CSN) puis il entre au barreau du Québec.
Il préside l'Association générale des étudiants de l'Université de Montréal et se joint au Parti québécois. D'abord défait à trois reprises en (1970, 1971 et 1973), il est élu député en 1976 dans la circonscription de Laporte.
Il devient un avocat célèbre grâce à une victoire juridique contre la multinationale américaine Richardson-Merrell, le fabricant de la thalidomide au Canada en 1977. Pour ce faire, il travaille en étroite collaboration avec une firme d'avocats présidée par Arthur J. Raynes de Philadelphie.
Dans le gouvernement René Lévesque, il est d'abord ministre du Développement social. À ce titre, il parraine la formation de la Commission de la santé et de la sécurité du travail (CSST) en 1979. Il est reconduit à l'élection suivante dans la circonscription de Marie-Victorin. Lors du remaniement de novembre 1980, il devient ministre du Travail et de la Main d'œuvre. Il démissionne en 1983 et revient à la pratique du droit.
Dans les années 1990, il préside le Conseil des services essentiels et dans les années 2000, il est à la tête de la Commission des droits de la personne.